# Sylvan Lake
Sylvan Lake è un comune degli Stati Uniti d'America, situato nello Stato del Michigan, nella contea di Oakland.